# Puerta de Turkman (Delhi)

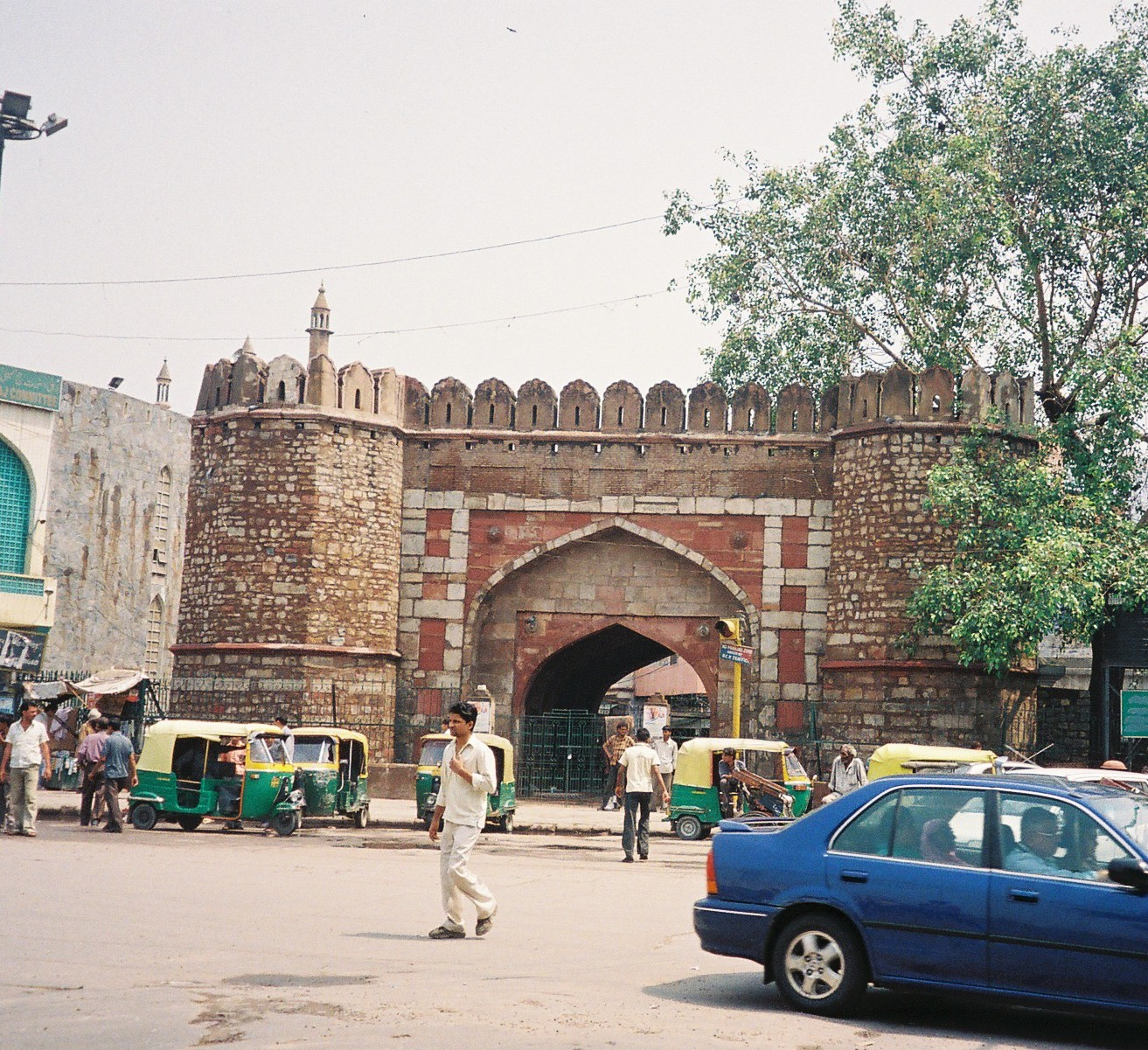
Vista de la Puerta de Turkman.

La Puerta de Turkman o Turqman Darwaza es un monumento conmemorativo situado en la ciudad de Delhi (India).
El monumento que está ubicado en el extremo sur de Shahajahanabad, lleva el nombre del santo sufí Hazrat Shah Turkman Bayabani. Su tumba que data de 1240 (antes de la construcción de Shahjahanabad), se encuentra al este de la puerta. La Puerta de Turkman tiene planta cuadrada con grandes aberturas arqueadas. La tumba de Razia Sultan y la Mezquita Kalan se encuentran en las proximidades de la puerta. La fecha exacta de la construcción del monumento no se menciona en ninguna parte. De las 12 puertas existentes, la Puerta de Turkman estaba en la parte sur de la antigua ciudad amurallada.
En la Puerta de Turkman se instalaron muchos Hijras (eunucos) cuando declinó el imperio mogol y se cerraron los harenes y en la que aún vive un gran número de ellos.
- Datos: Q12200882